# The Residence
The Residence är en amerikansk komediserie vars första säsong hade premiär på Netflix den 20 mars 2025. Serien som består av 8 avsnitt är skapad av Paul William Davies.

## Handling
Serien utspelar sig i Vita huset dit den excentrisk detektiven Cordelia Cupp anländer för att lösa ett mord som inträffade under en statsmiddag.

## Rollista (i urval)
- Uzo Aduba – Cordelia Cupp
- Giancarlo Esposito – A. B. Wynter
- Susan Kelechi Watson – Jasmine Haney
- Jason Lee – Tripp Morgan
- Ken Marino – Harry Hollinger
- Edwina Findley – Sheila Cannon
- Randall Park – Edwin Park
- Molly Griggs – Lilly Schumacher
- Al Mitchell – Rollie Bridgewater
- Spencer Garrett – Wally Glick
- Bronson Pinchot – Didier Gotthard
- Isiah Whitlock Jr. – Larry Dokes
- Al Franken – Aaron Filkins
- Julian McMahon – Stephen Roos